# サン・レオナルド
サン・レオナルド（伊: San Leonardo）は、イタリア共和国フリウリ＝ヴェネツィア・ジュリア州ウーディネ県にある、人口約1,000人の基礎自治体（コムーネ）。

## 名称
標準イタリア語以外では以下の名称を持つ。
- フリウリ語: San Lenàrt
- スロベニア語: Svet Lienart / Podutana

## 地理

### 位置・広がり

#### 隣接コムーネ
隣接するコムーネは以下の通り。
- グリマッコ
- プレポット
- サン・ピエトロ・アル・ナティゾーネ
- サヴォーニャ
- ストレーニャ

### 気候分類・地震分類
サン・レオナルドにおけるイタリアの気候分類 (it) および度日は、zona E, 2691 GGである。
また、イタリアの地震リスク階級 (it) では、zona 2 (sismicità media) に分類される。

## 行政

### 分離集落
サン・レオナルドには、以下の分離集落（フラツィオーネ）がある(イタリア語/スロベニア語)。
- Altana-Utana, Camugna-Kamunja, Cemur-Čemur, Cernizza-Čarnica, Cisgne-Čišnje, Clastra-Hlastra, Cosizza-Kosca, Cravero-Kravar, Crostù-Hrastovije, Dolegna-Dolenjane, Grobbia-Grobje, Iainich-Jagnjed, Iesizza-Jesičje, Iessegna-Jesenje, Merso di Sopra-Gorenja Miersa, Merso di Sotto-Dolenja Miersa, Osgnetto-Ošnije, Ovizza-Ovica, Picig-Pičič, Picon-Pikon, Podcravero-Podkravar, Postacco-Puostak, Precot-Prehod, San Leonardo-Podutana,Scrutto-Škrutove, Seuza-Seucè, Ussivizza-Ušiuca, Zabrida-Zabardo, Zamir-Zamier